# Segunda Liga 2015-2016
La Segunda Liga 2015-2016 è stata la ventiseiesima edizione del secondo livello del campionato di calcio portoghese. La stagione, iniziata il 9 agosto 2015 e terminata il 22 maggio 2016, ha visto trionfare il Porto B.

## Formula
Le 24 squadre partecipanti si affrontano in un girone di andata e ritorno, per un totale di 46 giornate.
Le prime due classificate sono promosse in Primeira Liga.
Le squadre classificate agli ultimi quattro posti (20º, 21º, 22º, 23º e 24º posto) sono retrocesse nel Campeonato Nacional de Seniores.
Al campionato possono partecipare le squadre riserve, ma non possono essere promosse in Primeira Liga. Se una squadra riserva si classifica ai primi due posti, la squadra classificatasi subito dopo beneficia della promozione diretta. Se la prima squadra retrocede in Segunda Liga, la squadra riserva viene retrocessa in Campeonato Nacional de Seniores indipendentemente dalla posizione in classifica. In quest'ultimo caso, se la squadra riserva non era nelle ultime tre posizioni, la squadra meglio piazzata nella zona retrocessione mantiene la categoria.

## Squadre partecipanti
| Club                 | Città                  | Stadio                                  | Posizione 2014-2015 |
| -------------------- | ---------------------- | --------------------------------------- | ------------------- |
| Academico Viseu      | Viseu                  | Estádio do Fontelo                      | 12º posto           |
| Atletico de Portugal | Lisbona                | Estádio Tapadinha                       | 22º posto           |
| Benfica B            | Lisbona                | Futebol Campus                          | 6º posto            |
| Braga B              | Braga                  | Estádio Municipal de Braga              | 21º posto           |
| Chaves               | Chaves                 | Estádio Municipal de Chaves             | 3º posto            |
| Covilha              | Covilhã                | Estádio Municipal José dos Santos Pinto | 4º posto            |
| Desportivo Aves      | Vila das Aves          | Estádio do CD das Aves                  | 18º posto           |
| Famalicão            | Vila Nova de Famalicão | Estádio Municipal 22 de Junho           | 2º posto            |
| Farense              | Faro                   | Estádio Algarve                         | 11º posto           |
| Feirense             | Santa Maria da Feira   | Estádio Marcolino de Castro             | 7º posto            |
| Freamunde            | Freamunde              | Campo SC Freamunde                      | 8º posto            |
| Gil Vicente          | Barcelos               | Estádio Cidade de Barcelos              | 17º posto           |
| Leixões              | Matosinhos             | Estádio do Mar                          | 20º posto           |
| Mafra                | Mafra                  | Municipal de Mafra                      | 1º posto            |
| Olhanense            | Olhão                  | Estádio José Arcanjo                    | 16º posto           |
| Oliveirense          | Oliveira de Azeméis    | Estádio Carlos Osório                   | 17º posto           |
| Oriental Lisbona     | Lisbona                | Campo Engenheiro Carlos Salema          | 15º posto           |
| Penafiel             | Penafiel               | Estádio Municipal 25 de Abril           | 18º posto           |
| Portimonense         | Portimão               | Estádio Municipal de Portimão           | 14º posto           |
| Porto B              | Porto                  | Estádio Dr. Jorge Sampaio               | 13º posto           |
| Santa Clara          | Ponta Delgada          | Estádio de São Miguel                   | 19º posto           |
| Sporting B           | Lisbona                | CGD Stadium Aurélio Pereira             | 5º posto            |
| Varzim               | Póvoa de Varzim        | Estádio do Varzim SC                    | 3º posto            |
| Vitória Guimarães B  | Guimarães              | Estádio D. Afonso Henriques             | 9º posto            |

## Classifica finale
|  | Pos. | Squadra             | Pt | G  | V  | N  | P  | GF | GS | DR  |
|  | ---- | ------------------- | -- | -- | -- | -- | -- | -- | -- | --- |
|  | 1.   | Porto B             | 86 | 46 | 26 | 8  | 12 | 84 | 52 | +32 |
|  | 2.   | Chaves              | 81 | 46 | 21 | 18 | 7  | 60 | 39 | +21 |
|  | 3.   | Feirense            | 78 | 46 | 21 | 15 | 10 | 55 | 38 | +17 |
|  | 4.   | Portimonense        | 78 | 46 | 20 | 18 | 8  | 57 | 45 | +12 |
|  | 5.   | Freamunde           | 74 | 46 | 20 | 14 | 12 | 52 | 36 | +16 |
|  | 6.   | Famalicão           | 72 | 46 | 18 | 18 | 10 | 64 | 51 | +13 |
|  | 7.   | Olhanense           | 69 | 46 | 19 | 12 | 15 | 42 | 39 | +3  |
|  | 8.   | Desp. Aves          | 67 | 46 | 19 | 10 | 17 | 58 | 48 | +10 |
|  | 9.   | Varzim              | 65 | 46 | 17 | 14 | 15 | 51 | 48 | +3  |
|  | 10.  | Sporting Lisbona B  | 65 | 46 | 18 | 11 | 17 | 61 | 59 | +2  |
|  | 11.  | Gil Vicente         | 62 | 46 | 16 | 14 | 16 | 58 | 56 | +4  |
|  | 12.  | Penafiel            | 61 | 46 | 13 | 22 | 11 | 49 | 46 | +3  |
|  | 13.  | Vitória Guimarães B | 60 | 46 | 16 | 12 | 18 | 60 | 67 | -7  |
|  | 14.  | Covilhã             | 58 | 46 | 13 | 19 | 14 | 45 | 48 | -3  |
|  | 15.  | Braga B             | 57 | 46 | 15 | 12 | 19 | 47 | 54 | -7  |
|  | 16.  | Santa Clara         | 57 | 46 | 15 | 12 | 19 | 49 | 52 | -3  |
|  | 17.  | Académico de Viseu  | 56 | 46 | 13 | 17 | 16 | 46 | 60 | -14 |
|  | 18.  | Leixões             | 55 | 46 | 14 | 13 | 19 | 45 | 56 | -11 |
|  | 19.  | Benfica B           | 55 | 46 | 15 | 10 | 21 | 59 | 64 | -5  |
|  | 20.  | Farense             | 54 | 46 | 15 | 11 | 20 | 49 | 56 | -7  |
|  | 21.  | Mafra               | 54 | 46 | 12 | 18 | 16 | 37 | 40 | -3  |
|  | 22.  | Atlético CP         | 51 | 46 | 12 | 15 | 19 | 49 | 56 | -7  |
|  | 23.  | Oriental Lisbona    | 51 | 46 | 9  | 14 | 23 | 47 | 67 | -20 |
|  | 24.  | Oliveirense         | 29 | 46 | 6  | 11 | 29 | 42 | 89 | -47 |

Legenda:

      Ammesse alla Primeira Liga 2016-2017
      Retrocesse in Campeonato Nacional de Seniores 2016-2017
Tre punti a vittoria, uno a pareggio, zero a sconfitta.
La classifica viene stilata secondo i seguenti criteri:
- Punti conquistati
- Punti conquistati negli scontri diretti
- Differenza reti negli scontri diretti
- Reti realizzate in trasferta negli scontri diretti
- Differenza reti generale
- Partite vinte
- Reti totali realizzate
- Spareggio

### Verdetti
- Chaves e Feirense promosse in Primeira Liga 2016-2017.
- Farense, Mafra, Atletico de Portugal, Oriental Lisbona  e Oliveirense retrocesse in Campeonato Nacional de Seniores 2016-2017.